# Trophée Mark-Messier
Le trophée Mark-Messier est un trophée de hockey sur glace, remis annuellement au joueur de la Ligue nationale de hockey ayant montré le plus grand leadership au cours de la saison. Il est remis pour la première fois en 2006.

## Historique
Le trophée est créé lors de la saison 2006-2007. Il est alors remis mensuellement au joueur montrant le plus grand leadership, un vainqueur annuel est ensuite désigné à l'issue de la saison. Les récipiendaires potentiels sont sélectionnés par la LNH, le vainqueur étant désigné par Mark Messier, ancien joueur de la LNH. Depuis la saison 2007-2008, il n'y a plus de vainqueur mensuel mais un vainqueur annuel uniquement. La LNH ne retient officiellement que les vainqueurs annuels.

## Vainqueurs
Liste des récipiendaires :

### Mensuels
Trophées décernés durant la saison 2006-2007 :
- Novembre 2006 : Brendan Shanahan, Rangers de New York
- Décembre 2006 : Scott Niedermayer, Ducks d'Anaheim
- Janvier 2007 : Sidney Crosby, Penguins de Pittsburgh
- Février 2007 : Vincent Lecavalier, Lightning de Tampa Bay
- Mars 2007 : Roberto Luongo, Canucks de Vancouver

### Annuels
- 2007 : Chris Chelios, Red Wings de Détroit
- 2008 : Mats Sundin, Maple Leafs de Toronto
- 2009 : Jarome Iginla, Flames de Calgary
- 2010 : Sidney Crosby, Penguins de Pittsburgh
- 2011 : Zdeno Chára, Bruins de Boston
- 2012 : Shane Doan, Coyotes de Phoenix
- 2013 : Daniel Alfredsson, Sénateurs d'Ottawa
- 2014 : Dustin Brown, Kings de Los Angeles
- 2015 : Jonathan Toews, Blackhawks de Chicago
- 2016 : Shea Weber, Predators de Nashville
- 2017 : Nicholas Foligno, Blue Jackets de Columbus
- 2018 : Deryk Engelland, Golden Knights de Vegas
- 2019 : Wayne Simmonds, Predators de Nashville
- 2020 : Mark Giordano, Flames de Calgary
- 2021 : Patrice Bergeron, Bruins de Boston
- 2022 : Anže Kopitar, Kings de Los Angeles
- 2023 : Steven Stamkos, Lightning de Tampa Bay
- 2024 : Jacob Trouba, Rangers de New York
- 2025 : Aleksandr Ovetchkine, Capitals de Washington